# ネフェルトゥム

ネフェルトゥム。

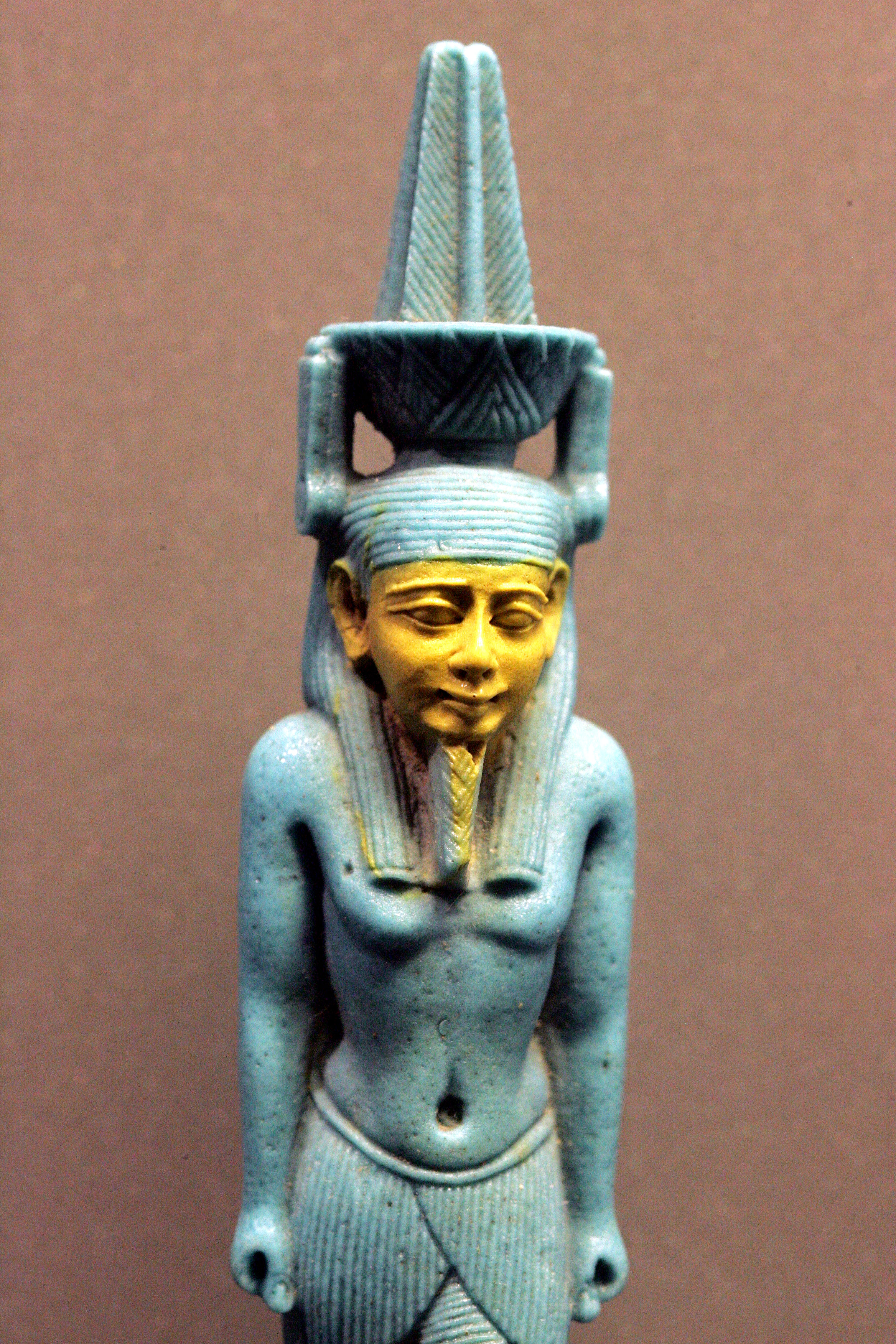
ネフェルトゥム。

ネフェルトゥム（Nefertum。ネフェルテム (Nefertem) とも）はエジプト神話に登場する神の1人である。
ネフェルトゥムの名は、睡蓮（ロータス） (en) を意味する。睡蓮はヘルモポリスの創世神話では、エジプト神話での原初の水ヌンから立ち上がって花びらを開いたが、その花の中にタマオシコガネを収めていた。タマオシコガネが姿を変えたのがネフェルトゥムだとされている。睡蓮はまた、その花の中に太陽を生み出したといわれている。そのため古代エジプトでは神殿の中にある池などに睡蓮がよく植えられていた。
ネフェルトゥムは元々、下エジプトで古くから知られていた神であった。プタハとセクメトの間の息子とされ、この3柱の神々が「メンフィス3神」と呼ばれた。母セクメトはラーに敵対する者を倒す役目を負っており、ネフェルトゥムは母の役目の一部を分担してラーの鼻孔を監視する者とされた。ラーが花に睡蓮の花をあてがった姿で表現されることがあるのはこのためである。
セクメトが疫病をまくと同時に鎮めることもできるとされたため、ネフェルトゥムも同様に人を罰することも癒すこともできると信じられていた。そのためロータスの実は薬として神殿で用いられた。
またネフェルトゥムは冥界において、魂の計量に立ち会い罪人の魂を切り裂くとされた。
ネフェルトゥムの姿は獅子の頭をもつ人間として表現され、その頭部には睡蓮の花と羽毛、および、豊穣を象徴する「メナト」で作られた飾りを着けているとされている。